# Santiago Binaghi
Pour les articles homonymes, voir Binaghi.
Santiago Binaghi né le 6 mars 1999, est un joueur argentin de hockey sur gazon. Il évolue au GEBA et avec l'équipe nationale argentine.

## Carrière
- Débuts en équipe première le 16 avril 2022 contre la France à Buenos Aires dans le cadre de la Ligue professionnelle 2021-2022[1].